# Simurq PFK
Az Simurq PFK egy azeri labdarúgócsapat, székhelye Zaqatalában található, jelenleg az azeri labdarúgó-bajnokság élvonalában szerepel.
Legjobb eredményét 2009-ben jegyezte, amikor a bajnoki dobogó harmadik fokára állhatott.

## Eredményei

### Az azeri labdarúgó-bajnokságban
| Szezon    | Oszt. | Hely  | J  | Gy | D | V  | Rg | Kg | P  | Azeri kupa    | Európai kupák | Európai kupák | Megj.     |
| --------- | ----- | ----- | -- | -- | - | -- | -- | -- | -- | ------------- | ------------- | ------------- | --------- |
| 2005–2006 | II.   | 3./16 | 30 | 19 | 8 | 3  | 67 | 14 | 65 | 1. forduló    |               |               | feljutott |
| 2006–2007 | I.    | 9./13 | 24 | 6  | 7 | 11 | 27 | 33 | 25 | nyolcaddöntős |               |               |           |
| 2007–2008 | I.    | 7./14 | 26 | 9  | 9 | 8  | 31 | 25 | 36 | nyolcaddöntős |               |               |           |
| 2008–2009 | I.    | 3./14 | 26 | 16 | 5 | 5  | 39 | 20 | 53 | negyeddöntős  |               |               |           |

## Külső hivatkozások
- A Simurq PFK hivatalos honlapja
- A Simurq PFK adatlapja az uefa.com-on (angolul)